# Кокс, Рохани
Рохани Кокс (англ. Rohanee Cox; род. 23 апреля 1980 года, Брум, Западная Австралия, Австралия) — австралийская профессиональная баскетболистка, выступавшая в женской национальной баскетбольной лиге. Играла она в амплуа атакующего защитника и лёгкого форварда.
В составе национальной сборной Австралии она стала серебряным призёром Олимпийских игр 2008 года в Пекине, а также выиграла чемпионат Океании 2007 года в Новой Зеландии и чемпионат Океании 2009 года в Австралии и Новой Зеландии.

## Ранние годы
Рохани Кокс родилась 23 апреля 1980 года в городе Брум (штат Западная Австралия), а училась она в столице штата, городе Перт, в средней школе Уиллеттон-Сеньор, в которой выступала за местную баскетбольную команду.